# Sturgeon Lake (Minnesota)
Sturgeon Lake – miasto w Stanach Zjednoczonych, w stanie Minnesota, w hrabstwie Pine.